# Frazier Ridge (Antarktika)
Frazier Ridge ist ein steiler Gebirgskamm in den Ellsworthgebirge des westantarktischen Ellsworthlands. In den Founders Peaks der Heritage Range ragt er an der Westseite des Webster-Gletschers auf. Er erstreckt sich in nordnordost-südsüdwestlicher Ausrichtung vom Minnesota-Gletscher im Norden zur Geländestufe Founders Escarpment im Süden. Im mittleren Teil des Kamms liegt der auffällige Felsgipfel Muir Peak. Etwa 2 km westlich liegt die parallel verlaufende Smith Ridge.
Eine geologische Expedition der University of Minnesota, die das Gebiet 1963/64 erforschte, benannte ihn nach Sergeant Herbert J. Frazier, einem Funker des 62nd Transportation Detachment, der der Expedition geholfen hatte.